# Localisme
El localisme engloba les ideologies i filosofies polítiques i socials que prioritzen allò local. Pot estar contraposat a la globalització, en activistes que volen reivindicar la petita escala i el personalisme; i també és freqüent en l'àmbit de l'ajut al tercer món, on la idea de l'acció i Desenvolupament econòmic local s'oposa a l'almoina.
En general, el localisme prefereix les jerarquies planes, la independència i llibertat entre els membres d'una associació i l'actuació propera i directa. El localisme prioritza la producció i consum locals (per exemple, per mitjà de cooperatives de consum responsable o a moviments com (quilòmetre zero o slow food), accés local i directe a la presa de decisions (acció directa, anarcosindicalisme, etc.), control local del govern (regionalisme enfront de la mundialització i govern dispers), i la defensa de la cultura i identitat local.